# 利尼勒里博
利尼勒里博（法語：Ligny-le-Ribault，法語發音：[liɲi lə ʁibo]）是法国卢瓦雷省的一个市镇，位于该省西南部，属于奥尔良区。

## 地理
利尼勒里博（47°41'5"N, 1°46'55"E）面积59.21 平方千米，位于法国中央-卢瓦尔河谷大区卢瓦雷省，该省份为法国中北部省份，北起埃松省，西北接厄尔-卢瓦省，西南接卢瓦-谢尔省，南至涅夫勒省和谢尔省，东临约讷省，东北接塞纳-马恩省。
与利尼勒里博接壤的市镇（或旧市镇、城区）包括：茹伊勒波捷、圣西尔堡、圣洛朗-努昂、维勒尼、伊瓦勒马龙、圣欧班堡、拉伊昂瓦勒。

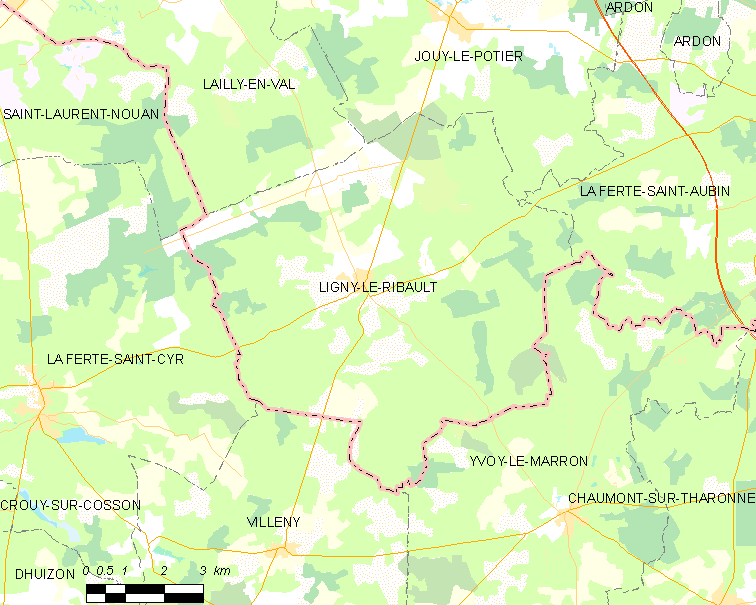
利尼勒里博的OSM定位图

利尼勒里博的时区为UTC+01:00、UTC+02:00（夏令时）。

## 行政
利尼勒里博的邮政编码为45240，INSEE市镇编码为45182。

## 政治
利尼勒里博所属的省级选区为圣欧班堡县。

## 人口

1962-2008年间利尼勒里博人口变化图示

利尼勒里博于2022年1月1日时的人口数量为1255人。